# Thor: The Dark World
Thor: The Dark World is een Amerikaanse superheldenfilm uit 2013, gebaseerd op het personage Thor van Marvel Comics. Het is de tweede live-actionfilm rondom dit personage, en de achtste film in het Marvel Cinematic Universe. 
De film is geregisseerd door Alan Taylor. Het scenario is geschreven door 
Christopher Yost, Christopher Markus en Stephen McFeely. Hoofdrollen worden vertolkt door Chris Hemsworth, Natalie Portman, Tom Hiddleston, Stellan Skarsgård, Idris Elba, Kat Dennings, Ray Stevenson, Tadanobu Asano, Jaimie Alexander, Rene Russo en Anthony Hopkins. De film ging op 22 oktober 2013 in première in het Odeon Leicester Square in Londen.

## Verhaal
Eeuwen geleden versloeg Odins vader, Bor, de duistere elf Malekith, die samen met zijn volk het universum wilde terugveranderen in haar oorspronkelijke vorm met behulp van een kracht genaamd De Aether. Bor wist deze kracht uiteindelijk op te sluiten, waarna Malekith en zijn volgelingen zich terugtrokken in een diepe slaap, wachtend op een nieuwe kans om hun plan uit te voeren.
In het heden wordt Loki in Asgard veroordeeld tot een gevangenisstraf voor zijn daden uit The Avengers. Thor bevecht ondertussen samen met Fandral, Volstagg en Sif een groep indringers uit het rijk Vanaheim, waar Asgard nu al 2 jaar mee in oorlog verkeert. Op aarde, wordt Thor’s vriendin Jane Foster door haar stagiair Darcy Lewis meegenomen naar een verlaten fabriek waar voorwerpen soms zomaar in het niets verdwijnen. Wanneer Jane het verschijnsel onderzoekt, wordt ze een vortex ingezogen en neemt De Aether bezit van haar. De gebeurtenissen in de fabriek blijken het resultaat te zijn van een zeldzaam verschijnsel, waarbij de negen kosmische rijken elkaar zo dicht naderen dat er poorten tussen hen ontstaan. 
Wanneer Thor van Heimdall verneemt dat Jane niet meer op aarde is, begint hij een zoektocht naar haar.  Hij vindt haar uiteindelijk in de fabriek, en neemt haar mee naar Asgard in de hoop dat ze daar genezen kan worden van De Aether. Dat blijkt echter niet mogelijk en Odin beseft dat Jane, als huidige belichaming van De Aether, een bedreiging voor alle negen rijken vormt. De ontwaking van De Aether doet ook Malekith en zijn volgelingen ontwaken, waarna ze Asgard aanvallen.  Malekith en zijn luitenant Algrim doden Thors moeder Frigga, maar Thor kan hen nadien verjagen. Na Frigga’s begrafenis besluit Thor Jane weg te halen uit Asgard om Malekith weg te lokken. Loki onthult dat hij een geheime poort naar Malekith’s wereld, Svartalfheim, kent, waarna Thor met tegenzin toestaat dat Loki hem vergezelt.
Ondertussen, op Aarde, ontdekt Darcy dat haar collega Dr. Erik Selvig recentelijk in een inrichting is opgenomen omdat hij experimenten aan het uitvoeren was bij Stonehenge. Ze laat hem bevrijden daar ze zijn hulp nodig heeft. Thor, Loki en Jane confronteren  Malekith in Svartalfheim. Loki lijkt Thor aanvankelijk te verraden, maar offert zichzelf uiteindelijk op om De Aether uit Malekiths handen te houden. Dit mag echter niet baten, want terwijl Thor Algrim bevecht haalt Malekith De Aether uit Jane. Hij vertrekt vervolgens naar Londen, met het plan om daar De Aether te gebruiken zodra de negen rijken het dichtst bij elkaar zijn. Thor en Jane volgen hem. Terwijl Thor Malekith bevecht, gebruiken Jane en Erik een door henzelf ontworpen apparaat om Malekith en zijn schip op het laatste moment terug naar Svartalfheim te sturen, alwaar Malekith wordt verpletterd door zijn schip en omkomt.
Terug in Asgard krijgt Thor wederom de troon aangeboden door Odin, maar slaat dit af. Zonder dat hij het weet, heeft Loki echter de troon al overgenomen en doet zich nu voor als Odin. In een bonusscène tijdens de aftiteling brengen Volstagg en Sif De Aether naar een wezen genaamd The Collector, daar ze het te gevaarlijk vinden om zowel De Aether als De Tesseract (uit The Avengers) beide in Asgard te bewaren.

## Rolverdeling
| Acteur                   | Personage                                          |
| ------------------------ | -------------------------------------------------- |
| Chris Hemsworth          | Thor                                               |
| Natalie Portman          | Jane Foster                                        |
| Tom Hiddleston           | Loki                                               |
| Anthony Hopkins          | Odin                                               |
| Christopher Eccleston    | Malekith                                           |
| Idris Elba               | Heimdall                                           |
| Jaimie Alexander         | Lady Sif                                           |
| Zachary Levi             | Fandral                                            |
| Ray Stevenson            | Volstagg                                           |
| Tadanobu Asano           | Hogun                                              |
| Rene Russo               | Frigga                                             |
| Adewale Akinnuoye-Agbaje | Algrim / Kurse                                     |
| Kat Dennings             | Darcy Lewis                                        |
| Stellan Skarsgård        | Erik Selvig                                        |
| Alice Krige              | Eir                                                |
| Clive Russell            | Tyr                                                |
| Jonathan Howard          | Ian Boothby                                        |
| Chris O'Dowd             | Richard Madison                                    |
| Talulah Riley            | Asgardiaanse Zuster                                |
| Tony Curran              | Bor                                                |
| Chris Evans              | Loki's Captain America illusie (cameo)             |
| Stan Lee                 | Zichzelf (cameo)                                   |
| Benicio del Toro         | The Collector / Taneleer Tivan (post-credit scene) |
| Ophelia Lovibond         | Carina (post-credit scene)                         |

## Productie

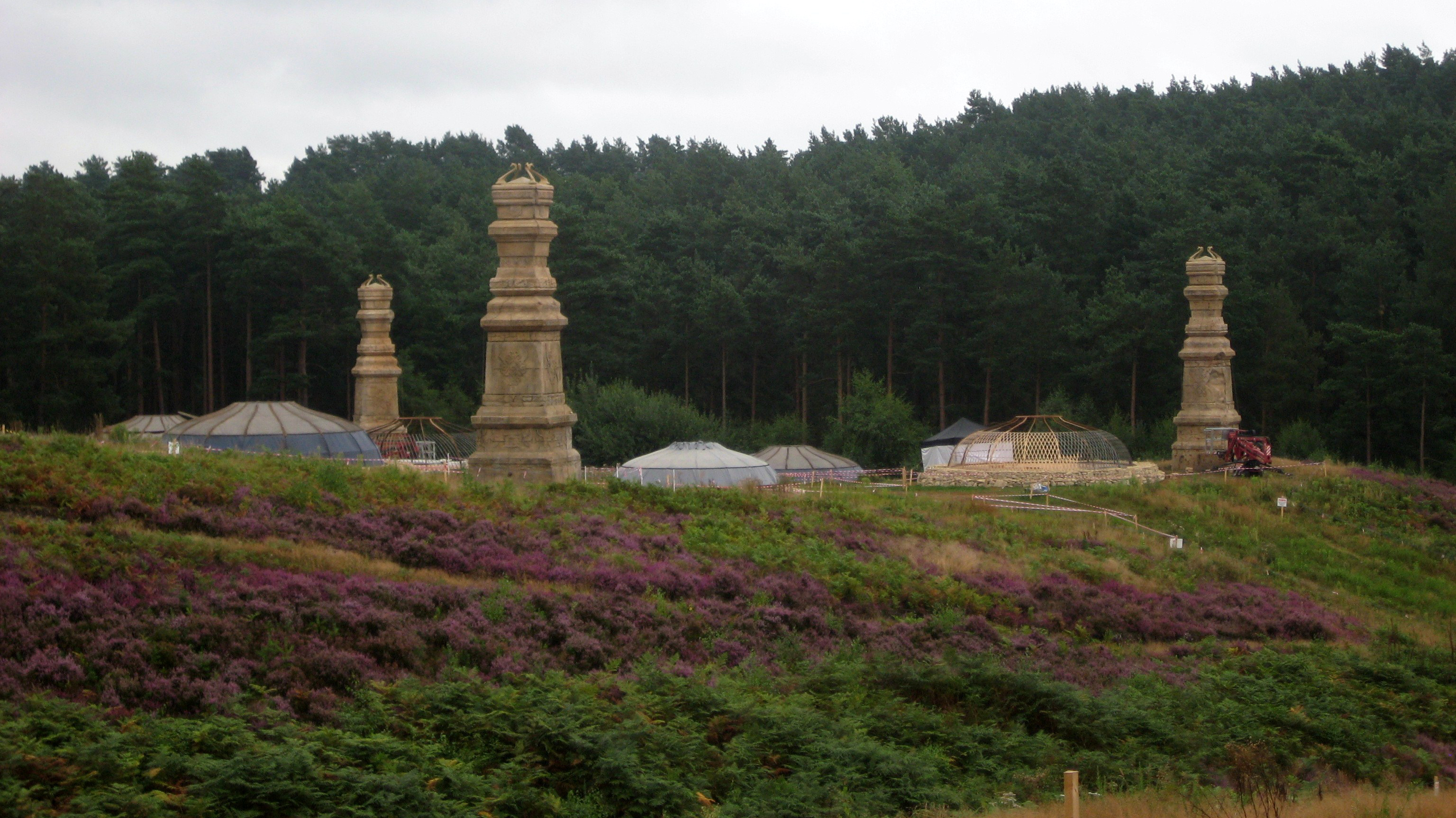
Filmset voor Thor: The Dark World in Bourne Wood, Surrey.

In april 2011, voor de première van Thor, werd bekendgemaakt dat Thor na The Avengers een eigen film zou krijgen. In juni 2011 koos Walt Disney Studios 26 juli 2013 uit als de premièredatum voor de tweede Thor-film. Regisseur Kenneth Branagh, die de eerste film regisseerde,  liet verstek gaan voor de tweede film. In augustus 2011 werd Brian Kirk benaderd voor de regie,  maar kon het niet eens worden met Disney over zijn contract. Ook Patty Jenkins werd overwogen voor de regie, alvorens de keus viel op Alan Taylor.  
De officiële titel van de film werd onthuld tijdens de San Diego Comic-Con International van 2012. Hoewel de meeste acteurs uit de eerste film weer terugkeerden voor deel 2, moest Joshua Dallas de rol van Fandral afstaan daar hij al een contract had voor de tv-serie Once Upon a Time. Zijn rol werd daarom overgenomen door Zachary Levi. In mei 2012 werd Mads Mikkelsen benaderd voor de rol van een van de schurken in de film.
In april 2012 maakte Hemsworth bekend dat de opnames in augustus dat jaar zouden beginnen in Londen. De opnames begonnen uiteindelijk op 10 september 2012 in Bourne Wood. Jaimie Alexander raakte tijdens de opnames gewond toen zij uitgleed tijdens een opname in de regen. In oktober 2012 vertrok de filmploeg naar IJsland voor opnames in Dómadalur, Skógafoss, Fjaðrárgljúfur en Skeiðarársandur. Eind oktober werden er opnames gemaakt in de Old Royal Naval College in Greenwich.  Op 14 december 2012 werden de opnames aanvankelijk afgerond.  In augustus 2013 werden echter toch nog een paar extra scènes gefilmd met Taylor en Hiddleston.

## Muziek
In augustus 2012 maakte Patrick Doyle bekend in onderhandeling te zijn voor het schrijven van de filmmuziek voor Thor. Hij kreeg de opdracht uiteindelijk niet. De opdracht ging aanvankelijk naar Carter Burwell, maar hij verliet het project in mei 2013 vanwege onenigheid met de producenten. Marvel huurde vervolgens Brian Tyler, die ook de muziek voor Iron Man 3 had geschreven, in als vervanger voor Burwell.
De soundtrack van de film bevat de volgende nummers:

Alle muziek is geschreven door Brian Tyler.
| Nr. | Titel                   | Duur |
| --- | ----------------------- | ---- |
| 1.  | Thor: The Dark World    | 2:10 |
| 2.  | Lokasenna               | 2:31 |
| 3.  | Asgard                  | 1:55 |
| 4.  | Battle of Vanaheim      | 1:39 |
| 5.  | Origins                 | 3:49 |
| 6.  | The Trial of Loki       | 2:38 |
| 7.  | Into Eternity           | 3:40 |
| 8.  | Escaping the Realm      | 3:53 |
| 9.  | A Universe from Nothing | 2:20 |
| 10. | Untouchable             | 4:08 |
| 11. | Thor, Son of Odin       | 1:51 |
| 12. | Shadows of Loki         | 2:25 |
| 13. | Sword and Council       | 3:46 |
| 14. | Invasion of Asgard      | 2:59 |
| 15. | Betrayal                | 4:02 |
| 16. | Journey to Asgard       | 2:17 |
| 17. | Uprising                | 2:35 |
| 18. | Vortex                  | 2:20 |
| 19. | An Unlikely Alliance    | 3:47 |
| 20. | Convergence             | 3:42 |
| 21. | Beginning of the End    | 5:20 |
| 22. | Deliverance             | 2:21 |
| 23. | Battle Between Worlds   | 3:29 |
| 24. | As the Hammer Falls     | 2:40 |
| 25. | Legacy                  | 4:08 |
| 26. | Marvel Studios Fanfare  | 0:29 |

## Uitgave en ontvangst
De première van de film werd voorafgegaan door de publicatie van een stripboek geschreven door Craig Kyle en Christopher Yost. De eerste trailer voor Thor: The Dark World werd in april 2013 uitgebracht. In juni 2013 bezocht Tom Hiddleston als Loki de San Diego Comic Con, en onthulde daar al wat beelden uit de film. De eerste recensies waren positief. Op Rotten Tomatoes gaf 84% van de recensenten de film een goede beoordeling. In onder andere het Verenigd Koninkrijk en Frankrijk deed de film het op de premièredatum financieel beter dan de voorganger.

## Toekomst
Chris Hemsworth maakte in oktober 2013 bekend nog een contract te hebben bij Marvel voor ten minste 1 Thor-film, en 2 Avengers-films. Volgens hem zou de bonusscène aan het eind van The Dark World al enigszins aangeven in welke richting de derde film zal gaan.
Op 1 november 2013 kondigde Marvel aan dat de aflevering "The Well" van de tv-serie Agents of S.H.I.E.L.D. zich af zal spelen tijdens de nasleep van de gebeurtenissen uit Thor: The Dark World.